# 馬恩 (密歇根州)
馬恩（英語：Marne）是位於美國密歇根州渥太華縣賴特鎮區的一個非建制地區。

## 地理
馬恩所處的海拔為高於海平面205米（即673英呎），而該地所採用的時區為UTC-5，即北美东部時區（EST）。同時該地設有夏令時間，為UTC-5調快一小時，即UTC-4（EDT）。